# Białoruskie Zeszyty Historyczne
Białoruskie Zeszyty Historyczne – wydawnictwo ciągłe, wydawane przez Białoruskie Towarzystwo Historyczne (Białystok). Wychodzi od 1994 co pół roku.
W periodyku ukazują się w języku polskim i białoruskim: artykuły, komunikaty, materiały biograficzne, materiały źródłowe, polemiki i recenzje dotyczące historii Białorusi i Białorusinów oraz Wielkiego Księstwa Litewskiego.
Redaktorem naczelnym Zeszytów jest Eugeniusz Mironowicz.